# Hammond (hrabstwo St. Croix)
Hammond – wieś w Stanach Zjednoczonych, w stanie Wisconsin, w hrabstwie St. Croix.